# Universidade de Valhadolide
A Universidade de Valhadolide (em castelhano:  Universidad de Valladolid) é uma universidade pública espanhola fundada no século XIII e encarregada do ensino superior em sete campi diferentes, distribuídos por quatro cidades de Castela e Leão: Valhadolide, Palência, Soria e Segóvia.